# Московська (станція метро, Санкт-Петербург)
59°51′7.89″ пн. ш. 30°19′19.94″ сх. д. / 59.8521917° пн. ш. 30.3222056° сх. д.
Московська (рос. Московская) — станція Московсько-Петроградської лінії Петербурзького метрополітену, розташована між станціями «Зоряна» та «Парк Перемоги».
Станція відкрита 25 грудня 1969 у складі ділянки «Парк Перемоги» — «Московська». Найменування отримала через розташування біля Московської площі.

## Технічна характеристика
Конструкція станції — закритого типу глибокого закладення.
Для розміщення виходів по різні боки Московської площі довелося сильно подовжити центральний зал станції. На станції 52 двері (по 26 на кожній платформі), чотири з яких на кожній платформі закриті, також два похилих тристрічкових ходи, що починаються з торців станції.

## Вестибюлі
Вихід у місто на Московський проспект, Авіаційну вулицю, Алтайську вулицю, до Московської площі, Ленінського проспекту і вулиці Типанова, до Будинку Рад і автобусів до аеропорту «Пулково»
У станції два підземних вестибюля, мають в цілому вісім сходових спусків підземних переходів.

## Колійний розвиток
Станція «Московська» була кінцевою станцією Московсько-Петроградської лінії до 25 грудня 1972 року. При продовженні лінії було вирішено зберегти оборотний тупик, тому одна з головних колій примикає з відхиленням. Зараз тупик використовується для нічного відстою і обороту потягів 2-ї лінії при русі у/з депо, в неробочому з'їзді встановлена система управління пожежогасінням.

## Оздоблення
Стіни перонного залу оздоблені сірим мармуром. Ніші з дверима найглибші серед усіх подібних станцій в Петербурзі. Прикрас, присвячених Москві, на станції немає.

## Ресурси Інтернету
- «Московська» на metro.vpeterburge.ru [Архівовано 26 лютого 2014 у Wayback Machine.] (рос.)
- «Московська» на ometro.net (рос.)
- «Московська» на форумі metro.nwd.ru [Архівовано 4 березня 2016 у Wayback Machine.] (рос.)
- Санкт-Петербург. Петроград. Ленінград: Енциклопедичний довідник. «Московська» (рос.)